# Аеробалістична ракета

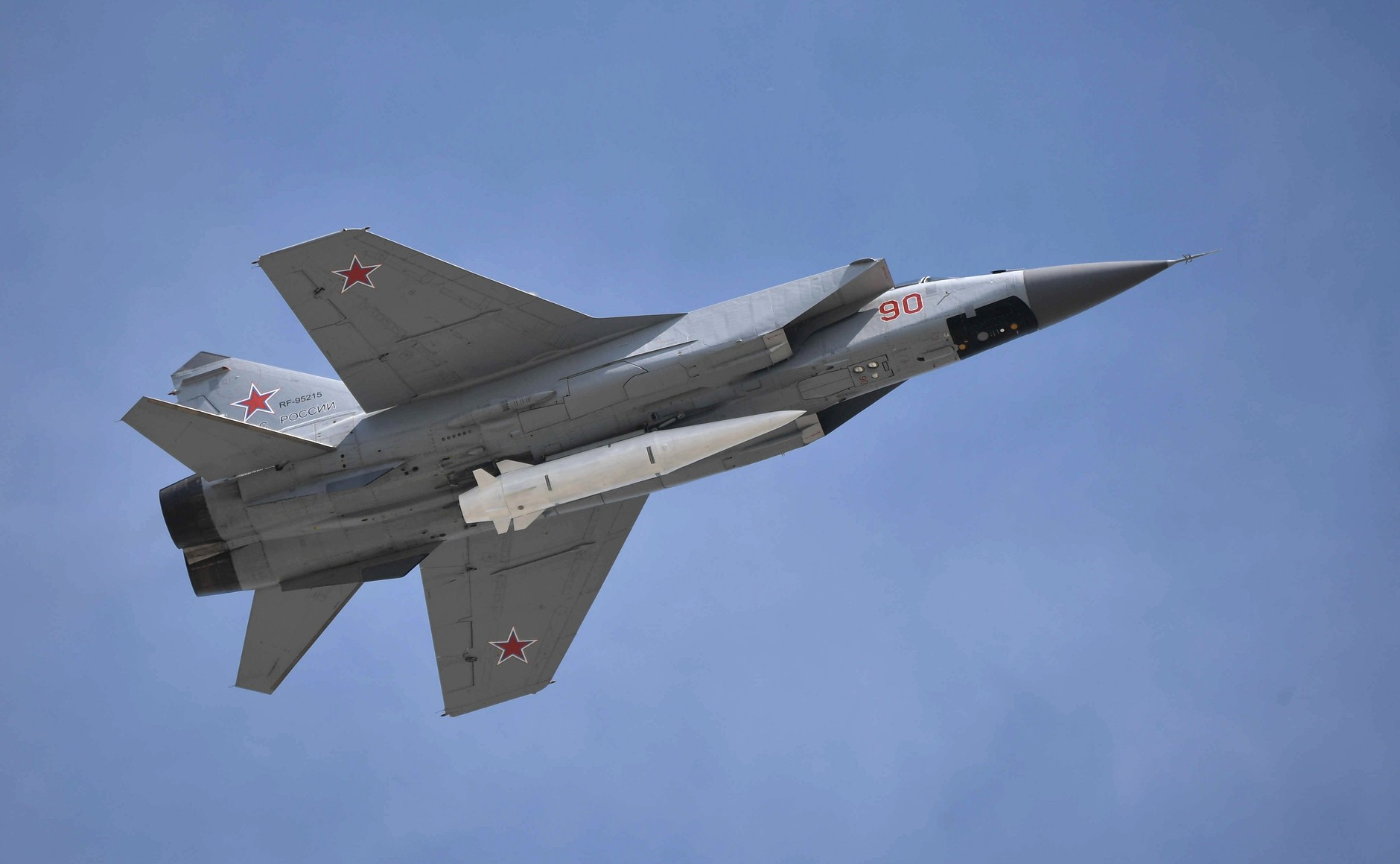
Російська ракета Х-47М2 «Кинджал» на МіГ-31К

Аеробалісти́чна раке́та (англ. air-launched ballistic missile, ALBM) — різновид балістичних ракет, що запускаються з літаків.
Однією з головних переваг аеробалістичних ракет у порівнянні з авіаційними крилатими ракетами є їхня велика швидкість, що значно ускладнює їхнє перехоплення системами ПРО. Це дозволяє за наявних наразі технологій створювати гіперзвукові системи — на противагу іншим перспективним концепціям гіперзвукової зброї, зокрема, гіперзвуковим глайдерам та крилатим ракетам, як мало досліджені та потребують дуже значних коштів та часу.

## Визначення
Балістичними ракетами умовно вважаються такі ракети, що покладаються на ракетний двигун протягом фази розгону та після досягнення піка вільно падають на ціль за балістичною траєкторією, в той час, як крилаті ракети летять паралельно землі. Також умовно вважається, що аеробалістична ракета є різновидом балістичних, що запускається з літака. Втім, такі визначення є розмитими, що ускладнює класифікацію ракет та поділ на крилаті, балістичні, квазібалістичні та інші. 
Іншим умовним критерієм поділу вважають принципи керування та розгону. Крилаті ракети переважно використовують повітряно-реактивні двигуни, покладаються на підіймальну силу крил, а балістичні мають ракетні двигуни та керуються зміною вектора тяги.
Втім, існують специфічні ракети, як радянська Х-22 та американська SRAM: вони можуть летіти умовно паралельно землі (нехарактерно для балістичних ракет), але на фінальному відрізку лету пікірувати на ціль під великим кутом до поверхні, набираючи значну швидкість, близьку до швидкості балістичних ракет (нехарактерно для крилатих ракет). Тобто, Х-22 покладається на ракетний двигун та підіймальну силу, а профіль її польоту має риси як крилатих, так і балістичних ракет, що робить її класифікацію суперечливою.

## Історія

### США

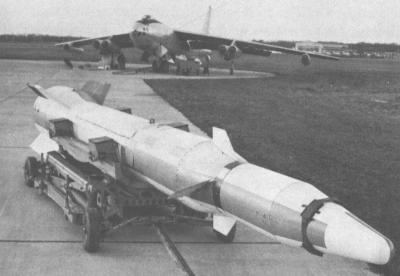
Bold Orion, одна з перших дослідних АБР

Ідея створення аеробалістичних ракет зародилась у США в 1950-х роках, оскільки американські військові стратеги сумнівались у здатності бомбардувальників подолати радянські системи ППО та завдати ядерних ударів авіаційними бомбами. Так почались дослідження нового типу ракет. 1957 року розпочались випробування однієї ракети з наземним запуском та двох із повітряним: Bold Orion від Martin та High Virgo від Lockheed та Convair. Ці напрацювання зрештою було покладено в основу ракети GAM-87 Skybolt. 
Skybolt була ненадійною та 1962 року проєкт було скасовано. Однак, на свій час, характеристики ракети були видатними: вона мала дальність близько 1850 км та максимальну швидкість до 15 300 км/год (12 М). 
У 1970-х проводився дослід із запуску МБР Minuteman з літака C-5 Galaxy. Це не був повноцінний авіаційний запуск, ракета десантувалась із літака на парашуті та здійснювала запуск у повітрі на висоті близько 2400 м над рівнем землі, досягнувши висоти 7600 м. Втім, це був успішний доказ концепції, що підтвердило потенційну можливість запуску МБР з літака.  
1972 року було випущено ядерну авіаційну ракету AGM-69 SRAM, яка могла летіти за чотирма різними типами траєкторій: аеробалістична, паралельна поверхні (аналогічно крилатим ракетам), паралельна поверхні з набором висоти на фінальній стадії лету (для уникнення радарів) та комбінація всіх трьох.  

### СРСР та Росія

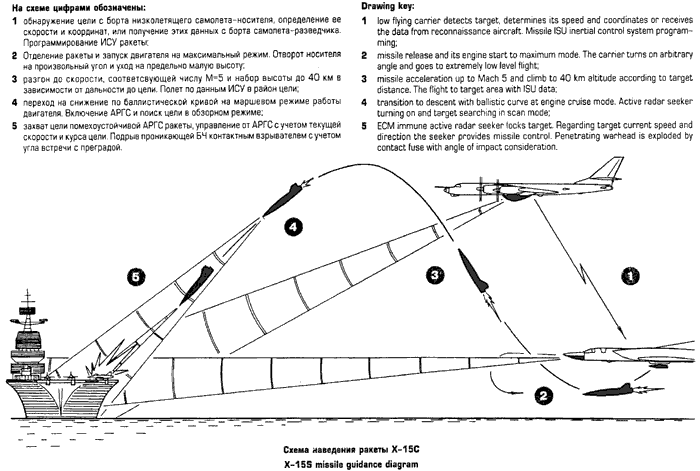
Схема польоту радянської Х-15

1959 року на базі балістичної ракети Р-13, призначеної для запуску з підводних човнів, почали розробку авіаційної версії Р-13А з масою 13,7 тонни та дальністю 600—700, однак, через відсутність вагомих переваг над крилатою Х-20, проєкт закрили. Пізніше до ідеї балістичної (цього разу — міжконтинентальної) ракети, що запускається з транспортного літака, повернулись у 1970-х після дослідів США з такого запуску. Початковий проєкт на базі Ан-22 так і не реалізували, але в 1980-х була нова спроба спроєктувати подібний комплекс на базі Ан-124, а потім на Іл-76, але цей проєкт завершився з розпадом СРСР.
У кінці 1950-х СРСР розробляв ракету, що пізніше стала Х-22, а 1970 року з'явилась її зменшена версія КСР-5. 2016 року було прийнято на озброєння модернізацію Х-22 під назвою Х-32, що розроблялась із 1990-х. Всі ракети цього сімейства, через риси як крилатих, так і балістичних ракет, достатньо близькі до аеробалістичних. Класичною ж аеробалістичною ракетою в СРСР була Х-15, прийнята на озброєння 1980 року.
2018 року стало відомо про нову російську ракету — Х-47М2 «Кинджал». 

### Інші країни
Інші країни також розробляють власні варіанти. Зокрема, такі розробки активно проводить Китай. Відомо про CH-AS-X-13, авіаційну версію балістичної ракети DF-21.
Ізраїль має розробки порівняно невеликих ракет, наприклад, Rampage має вагу 570 кг без бойової частини (вага «Кинджала» — 4300). Ці ракети призначені для високоточних ударів на тактичному рівні. Також Ізраїль застосовує сімейство ракет Sparrow, що використовуються для тренувань та дослідів. Ракети цього сімейства запускаються з F-15 та імітують балістичні цілі, як Scud та Shahab-3.

## Перелік

### Ізраїль
- Sparrow[en] (2013[a])
- Rampage[en] (2018[b])

### КНР
- CH-AS-X-13[en] (2016)

### СРСР
- Х-22[c] (1966)
- КСР-5[en][d] (1970)
- Х-15 (1980)

### Росія
- Х-32[e] (2016)
- Х-47М2 «Кинджал» (2017[f])

### США
- Bold Orion[en] (1957)
- High Virgo[en] (1959)
- GAM-87 Skybolt[en] (1962)
- AGM-69 SRAM[g] (1972)

## Нотатки
1. ↑  Точний рік початку випробувань невідомий
2. ↑  Рік, коли вперше стало відомо про існування ракети
3. ↑  Належність до аеробалістичних ракет є предметом дискусій
4. ↑  Належність до аеробалістичних ракет є предметом дискусій
5. ↑  Належність до аеробалістичних ракет є предметом дискусій
6. ↑  Рік, коли вперше стало відомо про існування ракети
7. ↑  Належність до аеробалістичних ракет є предметом дискусій